# Masakazu Fujiwara

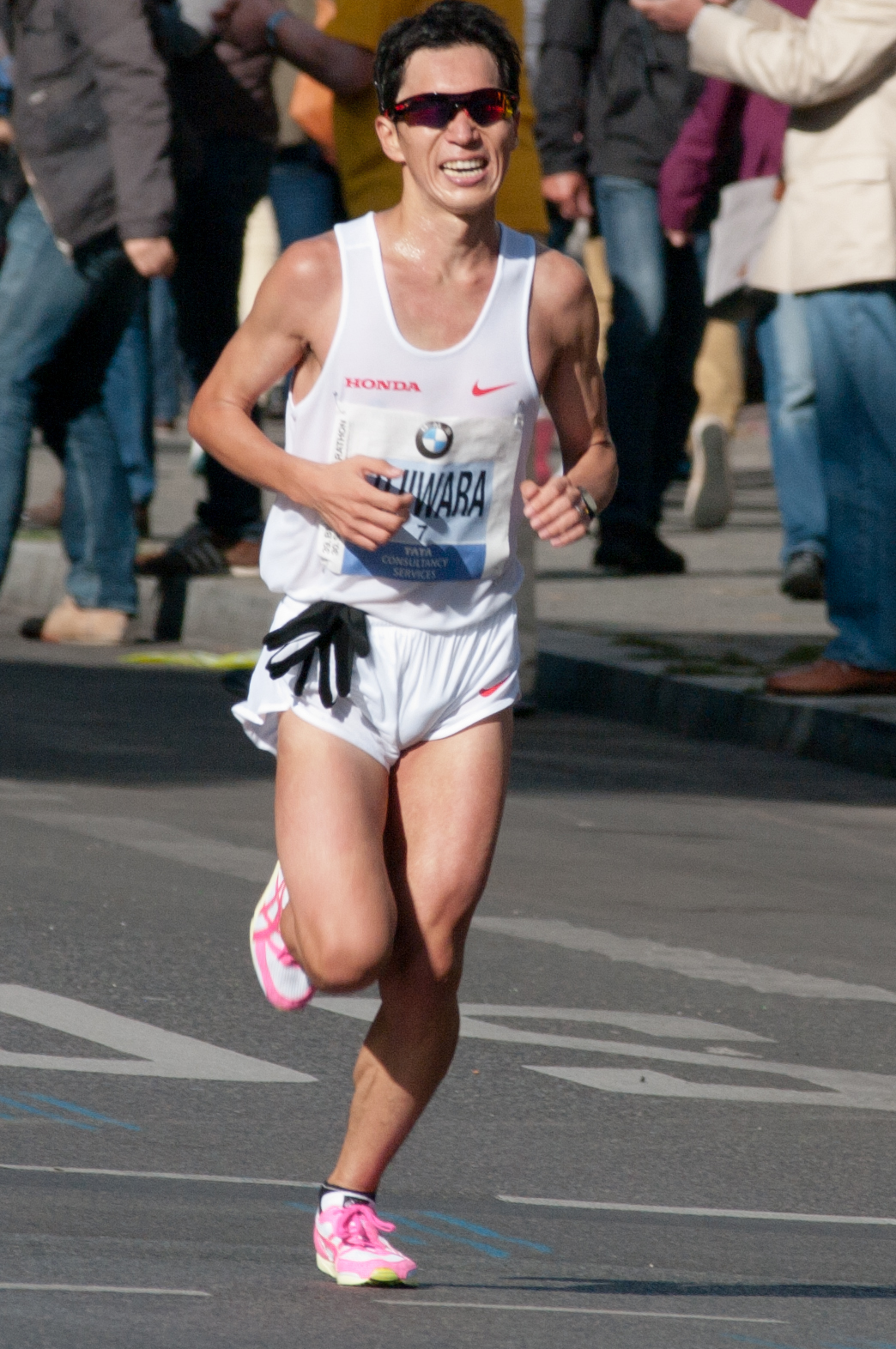
Fujiwara beim Berlin-Marathon 2012

Masakazu Fujiwara (jap. 藤原 正和, Fujiwara Masakazu; * 6. März 1981) ist ein japanischer Langstreckenläufer, der sich auf Straßenläufe spezialisiert hat.
2001 gewann er bei der Universiade die Goldmedaille im Halbmarathon. Im Jahr darauf wurde er Dritter beim Biwa-See-Marathon in 2:08:12 h, bis heute (Stand 2010) das schnellste Debüt eines Japaners über diese Distanz.
In der Folge hatte er immer wieder mit Verletzungen zu kämpfen, die er rückblickend auf Übertraining zurückführt.
2005 wurde er Zweiter beim Ōme-Marathon über 30 km, 2008 wurde er Neunter beim Biwa-See-Marathon in 2:12:07.
2010 ging er zum dritten Mal über die 42,195-km-Distanz an den Start und gewann den Tokio-Marathon bei widrigen Wetterverhältnissen in 2:12:19 h.
Masakazu Fujiwara stammt aus Ōkawachi (heute zu Kamikawa gehörend) in der Präfektur Hyōgo und ist ein Absolvent der Chūō-Universität. Er startet für das Team der Firma Honda.

## Persönliche Bestzeiten
- 5000 m: 13:52,81 min, 26. Mai 2007, Nobeoka
- 10.000 m: 28:17,38 min, 3. Dezember 2000, Yokohama
- Halbmarathon: 1:02:23 h, 26. September 2004, Hakodate
- 30-km-Straßenlauf: 1:30:13 h, 17. Februar 2002, Kumamoto
- Marathon: 2:08:12 h, 2. März 2003, Ōtsu